# Havbølge
Havbølger, indenfor væskedynamikken betegnet vindgenererede bølger, er vands overfladebølger, som opstår på den frie overflade af en vandmasse. De stammer fra vinden, der blæser over en væskes overflade, og kan rejse mange kilometer før de når land. Havbølger kan variere i størrelse fra små kapillarbølger til bølger der er mere end 30 meter høje.